# Tilletia indica
Espèce
Tilletia indica est une espèce de champignons basidiomycètes de la famille des Tilletiaceae, responsable de la carie de Karnal sur blé. Tilletia indica est considéré comme un organisme de quarantaine par l'OEPP.
L'épithète spécifique évoque les Indes d'où est originaire le champignon.

## Détermination
L'organisme étant réglementé, la marchandise peut être rejetée à l'importation, sa présence peut donc induire des conséquences économiques importantes, Des méthodes officielles existent pour le distinguer d'autres espèces du genre Tilletia. La détermination se fait par l'observation de la taille et de la morphologie des téliospores.

## Dissémination
Cet agent phytopathogène est inscrit sur la liste établie par le groupe Australie.